# Colom imperial de Christmas
El colom imperial de Christmas (Ducula whartoni) és una espècie d'ocell de la família dels colúmbids (Columbidae) endèmic dels boscos selvàtics de l'Illa Christmas. Al segle xix es va intentar introduir, sense èxit, a les Illes Cocos.
És un colom de mida mitjana (entre 42 i 47 cm de llargada i entre 450 i 700 grams de pes) i d'aparença característica, amb el bec negre i el plomatge gris fosc, amb tonalitats iridiscents al pit i al cap segons l'angle des d'on s'observi. Els individus adults presenten potes i peus violacis, ulls amb iris grocs o taronja, i plomes de la cua de tonalitats rogenques; mentre que els individus joves presenten un plomatge més clar i l'iris dels seus ulls és marró, així com la tonalitat de potes i peus. És una espècie monògama, que manté la parella al llarg de les temporades de cria, generant un ou a cada temporada. Nidifica a la part alta de grans arbres, normalment formant colònies.
L'any 2000 es va considerar que aquesta espècie estava en perill crític d'extinció, arran de la distribució geogràfica reduïda, la destrucció del seu hàbitat i la proliferació d'una espècie de formiga invasora, la formiga boja groga. No obstant això, el control de la plaga de formiga al voltant de 2006 va permetre l'estabilització de la població de ducula whartoni i la rebaixa d'un grau de la seva amenaça d'extinció.